# 蒙古国家音乐厅

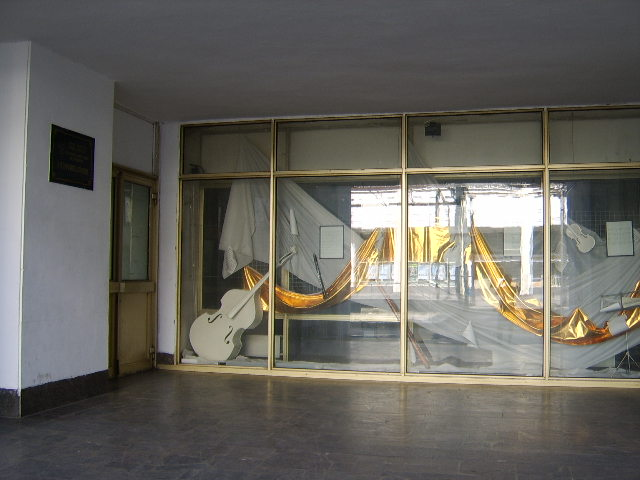
蒙古国家音乐厅入口处

蒙古国家音乐厅（英語：Mongolian State Philharmonic）设在蒙古国首都乌兰巴托，是蒙古国规模最大的专业音乐演出机构。

## 简介
蒙古国家音乐厅建于1972年。该厅由交响乐团、“富饶的蒙古”民族乐团、“文化珍宝”通俗乐队、马头琴乐队等组成。主要演出蒙古以及外国节目。截至2006年，该厅共有演职人员100多位。该厅不定期举办周末音乐会以及国际音乐节。此外，该厅还为电视、电影、广播配乐，赴蒙古国各地巡回演出，并赴国外访问演出。